# Cercyon ocallatus
Cercyon ocallatus är en skalbaggsart som först beskrevs av Thomas Say 1825.  Cercyon ocallatus ingår i släktet Cercyon och familjen palpbaggar. Inga underarter finns listade i Catalogue of Life.